# Ángel Sastre
Ángel Sastre (Don Benito, 1981) és un periodista freelance i corresponsal de guerra extremeny per a mitjans de ràdio, premsa i televisió.

## Biografia
Va fer les pràctiques de periodisme a Madrid, buscà una feina al seu poble i després tornà a Madrid uns mesos, des d'on l'enviaren a Londres per a ser corresponsal per Antena 3 i Onda Cero. Allà decidí que volia marxar a llatinoamèrica. Des del 2009 treballa a Amèrica Llatina com a periodista freelance per a diaris, televisions i ràdios. Ha estat corresponsal a Amèrica del Sud per la desapareguda CNN+, Telecinco, Cuatro, Onda Cero, La Razón i El Confidencial.
El 2015 viu a Buenos Aires per a desenvolupar la seva feina. El 2015 col·labora amb Cuatro, Onda Cero i la Razón.
Ha rebut diversos guardons. El 2010 va rebre el Premio Larra de la Asociación de la Prensa de Madrid. En una entrevista a Hoy va explicar entenia el periodista com la necessitat de buscar històries amb un factor social i humà que li servissin per denunciar situacions d'injustícia, i que aquest era sempre el seu objectiu.
Va estar segrestat a Síria juntament amb els també corresponsals de guerra Antonio Pampliega i José Manuel López des del 13 de juliol de 2015 fins al 7 de maig de 2016.